# Amor Toda Hora
"Amor Toda Hora" é uma canção gravada por Claudia Leitte para o seu quarto álbum Axemusic - Ao Vivo. Foi lançada como single promocional em 28 de dezembro de 2012, junto com um vídeo extraído de um ensaio do Bloco Largadinho em Salvador, Bahia. A canção foi enviada para as rádios do norte e nordeste brasileiro e sendo trabalhada simultaneamente com o single Largadinho. Foi composta por Fabinho Obrian, Magno Sant' Anna, Sinho Maia e Ivan Brasil.
A versão lançada como single foi extraída da segunda edição do álbum promocional "Bloco Largadinho". Claudia apresentou a canção pela primeira vez no ensaio do Bloco Largadinho realizado em Salvador, Bahia em 19 de dezembro de 2012, onde a cantora apresentou a canção nas versões arrocha e axé.